# British Academy Film Award/Beste visuelle Effekte
Der British Academy Film Award: Beste visuelle Effekte (Best Achievement in Special Visual Effects) wird seit 1983 verliehen.
| Statistik                          | Name             | Anzahl | Jahr                                                    |
| ---------------------------------- | ---------------- | ------ | ------------------------------------------------------- |
| Häufigste Auszeichnungen           | Ken Ralston      | 5      | 1984, 1989, 1990, 1993, 1995                            |
| Häufigste Auszeichnungen           | Michael Lantieri | 4      | 1988, 1990, 1993, 1994                                  |
| Häufigste Auszeichnungen           | Dennis Muren     | 4      | 1984, 1985, 1992, 1994                                  |
| Häufigste Auszeichnungen           | Neil Corbould    | 4      | 1998, 1999, 2004, 2017                                  |
| Häufigste Auszeichnungen           | Stefen Fangmeier | 3      | 1997, 1999, 2001                                        |
| Häufigste Auszeichnungen           | Stan Winston     | 3      | 1987, 1992, 1994                                        |
| Häufigste Nominierungen (* = Sieg) | Joe Letteri      | 9      | 2004*, 2006*, 2010*, 2012, 2012, 2013, 2014, 2015, 2015 |
| Häufigste Nominierungen (* = Sieg) | Dennis Muren     | 7      | 1983, 1984*, 1985*, 1992*, 1994*, 2000, 2002            |
| Häufigste Nominierungen (* = Sieg) | Neil Corbould    | 6      | 1998*, 1999*, 2001, 2001, 2004*, 2006, 2017*            |
| Häufigste Nominierungen (* = Sieg) | John Frazier     | 6      | 1995, 1997*, 2001*, 2004, 2007, 2007                    |
| Häufigste Nominierungen (* = Sieg) | Michael Lantieri | 6      | 1988*, 1990*, 1993*, 1994*, 1994, 2002                  |
| Häufigste Nominierungen (* = Sieg) | Ken Ralston      | 6      | 1984*, 1986, 1989*, 1990*, 1993*, 1995*                 |
| Häufigste Nominierungen (* = Sieg) | John Richardson  | 6      | 1987*, 2002, 2004, 2005, 2007, 2009                     |
| Häufigste Nominierungen ohne Sieg  | Tim Burke        | 5      | 2001, 2004, 2007, 2009, 2017                            |
| Häufigste Nominierungen ohne Sieg  | Scott Farrar     | 3      | 1992, 2002, 2005                                        |

Die unten aufgeführten Filme werden mit ihrem deutschen Verleihtitel (sofern ermittelbar) angegeben, danach folgt in Klammern in kursiver Schrift der fremdsprachige Originaltitel. Die Nennung des Originaltitels entfällt, wenn deutscher und fremdsprachiger Filmtitel identisch sind. Die Gewinner stehen hervorgehoben an erster Stelle.

## 1980er Jahre
1983
Richard Edlund – Poltergeist
Douglas Trumbull, Richard Yuricich, David Dryer – Blade Runner
Dennis Muren, Carlo Rambaldi – E. T. – Der Außerirdische (E.T. the Extra-Terrestrial)
Richard Taylor, Harrison Ellenshaw – Tron
1984
Richard Edlund, Dennis Muren, Ken Ralston, Kit West – Die Rückkehr der Jedi-Ritter (Return of the Jedi)
Roy Field, Brian Smithies, Ian Wingrove – Der dunkle Kristall (The Dark Crystal)
Michael L. Fink, Joe Digaetano, Jack Cooperman, Don Hansard, Colin Cantwell, William A. Fraker – WarGames – Kriegsspiele (WarGames)
Gordon Willis, Joel Hynek, Stuart Robertson, Richard Greenberg – Zelig
1985
Dennis Muren, George Gibbs, Michael J. McAlister; Lorne Peterson – Indiana Jones und der Tempel des Todes (Indiana Jones and the Temple of Doom)
Christopher Tucker, Alan Whibley – Die Zeit der Wölfe (The Company of Wolves)
Richard Edlund – Ghostbusters – Die Geisterjäger (Ghostbusters)
Fred Cramer – The Killing Fields – Schreiendes Land (The Killing Fields)
1986
George Gibbs, Richard Conway – Brazil
Kevin Pike, Ken Ralston – Zurück in die Zukunft (Back to the Future)
Nick Allder, Peter Voysey – Legende (Legend)
diverse – The Purple Rose of Cairo
1987
Robert Skotak, Brian Johnson, John Richardson, Stan Winston – Aliens – Die Rückkehr (Aliens)
Duncan Kenworthy, John Stephenson, Chris Carr – Das wahre Leben der Alice im Wonderland (Dreamchild)
Roy Field, Brian Froud, George Gibbs, Tony Dunsterville – Die Reise ins Labyrinth (Labyrinth)
Peter Hutchinson – Mission (The Mission)
1988
Michael Lantieri, Michael Owens, Ed Jones, Bruce Walters – Die Hexen von Eastwick (The Witches of Eastwick)
Chris Walas, Jon Berg, Louis Craig, Hoyt Yeatman – Die Fliege (The Fly)
John Evans – Full Metal Jacket
Bran Ferren, Martin Gutteridge, Lyle Conway, Richard Conway – Der kleine Horrorladen (Little Shop of Horrors)
1989
George Gibbs, Richard Williams, Ken Ralston, Ed Jones – Falsches Spiel mit Roger Rabbit (Who Framed Roger Rabbit)
Peter Kuran, Alan Munro, Robert Short, Ted Rae – Beetlejuice
Gino De Rossi, Fabrizio Martinelli – Der letzte Kaiser (The Last Emperor)
Rob Bottin, Phil Tippett, Peter Kuran, Rocco Gioffre – RoboCop

## 1990er Jahre
1990
Ken Ralston, Michael Lantieri, John Bell, Steve Gawley – Zurück in die Zukunft II (Back to the Future Part II)
Kent Houston, Richard Conway – Die Abenteuer des Baron Münchhausen (The Adventures of Baron Munchausen)
Derek Meddings, John Evans – Batman
George Gibbs, Michael J. McAlister, Mark Sullivan, John Ellis – Indiana Jones und der letzte Kreuzzug (Indiana Jones and the Last Crusade)
1991
Gesamtes Effektteam – Liebling, ich habe die Kinder geschrumpft (Honey, I Shrunk the Kids)
Gesamtes Effektteam – Dick Tracy
Gesamtes Effektteam – Die totale Erinnerung – Total Recall (Total Recall)
Gesamtes Effektteam – Ghost – Nachricht von Sam (Ghost)
1992
Stan Winston, Dennis Muren, Gene Warren Jr., Robert Skotak – Terminator 2 – Tag der Abrechnung (Terminator 2: Judgment Day)
Allen Hall, Scott Farrar, Clay Pinney, Mikael Salomon – Backdraft – Männer, die durchs Feuer gehen (Backdraft)
Stan Winston – Edward mit den Scherenhänden (Edward Scissorhands)
Frans Wamelink, Eve Ramboz, Masao Yamaguchi – Prosperos Bücher (Prospero’s Books)
1993
Michael Lantieri, Ken Ralston, Alec Gillis, Tom Woodruff Jr., Doug Chiang, Douglas Smythe – Der Tod steht ihr gut (Death Becomes Her)
Richard Edlund, George Gibbs, Alec Gillis, Tom Woodruff Jr. – Alien 3 (Alien³)
Michael L. Fink, John Bruno, Craig Barron, Dennis Skotak – Batmans Rückkehr (Batman Returns)
Randy Fullmer – Die Schöne und das Biest (Beauty and the Beast)
1994
Dennis Muren, Stan Winston, Phil Tippett, Michael Lantieri – Jurassic Park
Don Paul, Steve Goldberg – Aladdin
Roman Coppola, Gary Gutierrez, Michael Lantieri, Gene Warren Jr. – Bram Stoker’s Dracula (Dracula)
William Mesa, Roy Arbogast – Auf der Flucht (The Fugitive)
1995
Ken Ralston, George Murphy, Stephen Rosenbaum, Doug Chiang, Allen Hall – Forrest Gump
Scott Squires, Steve „Spaz“ Williams, Tom Bertino, Jon Farhat – Die Maske (The Mask)
Boyd Shermis, John Frazier, Ron Brinkmann, Richard E. Hollander – Speed
John Bruno, Thomas L. Fisher, Jacques Stroweis, Pat McClung, Jamie Dixon – True Lies – Wahre Lügen (True Lies)
1996
Robert Legato, Michael Kanfer, Matt Sweeney, Leslie Ekker – Apollo 13
Scott E. Anderson, Neal Scanlan, John Cox, Chris Chitty, Charles Gibson – Ein Schweinchen namens Babe (Babe)
Chris Corbould, Derek Meddings, Brian Smithies – GoldenEye
Michael J. McAlister, Brad Kuehn, Robert Spurlock, Martin Bresin – Waterworld
1997
Stefen Fangmeier, John Frazier, Henry LaBounta, Habib Zargarpour – Twister
Tricia Henry Ashford, Volker Engel, Clay Pinney, Douglas Smith, Joe Viskocil – Independence Day
Jon Farhat – Der verrückte Professor (The Nutty Professor)
Eben Ostby, William Reeves – Toy Story
1998
Mark Stetson, Karen E. Goulekas, Nick Allder, Neil Corbould, Nick Dudman – Das fünfte Element (The Fifth Element)
Peter Chiang – Ein Fall für die Borger (The Borrowers)
Eric Brevig, Rick Baker, Rob Coleman, Peter Chesney – Men in Black
Robert Legato, Mark A. Lasoff, Thomas L. Fisher, Michael Kanfer – Titanic
1999
Stefen Fangmeier, Roger Guyett, Neil Corbould – Der Soldat James Ryan (Saving Private Ryan)
Ken Bielenberg, Philippe Gluckman, John Bell, Kendal Cronkhite – Antz
Bill Westenhofer, Neal Scanlan, Chris Godfrey, Grahame Andrew – Schweinchen Babe in der großen Stadt (Babe: Pig in the City)
Michael J. McAlister, Brad Kuehn, Craig Barron, Peter Chesney – Die Truman Show (The Truman Show)

## 2000er Jahre
2000
John Gaeta, Steve Courtley, Janek Sirrs, Jon Thum – Matrix (The Matrix)
Bill Reeves, Eben Ostby, Rick Sayre, Sharon Calahan – Das große Krabbeln (A Bug’s Life)
John Andrew Berton Jr., Daniel Jeannette, Ben Snow, Chris Corbould – Die Mumie (The Mummy)
Jim Mitchell, Kevin Yagher, Joss Williams, Paddy Eason – Sleepy Hollow
John Knoll, Dennis Muren, Scott Squires, Rob Coleman – Star Wars: Episode I – Die dunkle Bedrohung (Star Wars: Episode I – The Phantom Menace)
2001
Stefen Fangmeier, John Frazier, Walt Conti, Habib Zargarpour, Tim Alexander – Der Sturm (The Perfect Storm)
Paddy Eason, Mark Nelmes, Dave Alex Riddett – Chicken Run – Hennen rennen (Chicken Run)
John Nelson, Tim Burke, Rob Harvey, Neil Corbould – Gladiator
Kent Houston, Tricia Henry Ashford, Neil Corbould, Paul Docherty, Dion Hatch – Vertical Limit
Rob Hodgson, Leo Lo, Jonathan F. Styrlund, Bessie Cheuk, Travis Baumann – Tiger and Dragon (Wo hu cang long)
2002
Jim Rygiel, Richard Taylor, Alex Funke, Randall William Cook, Mark Stetson – Der Herr der Ringe: Die Gefährten (The Lord of the Rings: The Fellowship of the Ring)
Dennis Muren, Scott Farrar, Michael Lantieri – A.I. – Künstliche Intelligenz (A.I. – Artificial Intelligence)
Robert Legato, Nick Davis, John Richardson, Roger Guyett, Jim Berney – Harry Potter und der Stein der Weisen (Hatty Potter and the Sorcerer’s Stone)
Chris Godfrey, Andy Brown, Nathan McGuinness, Brian Cox – Moulin Rouge
Ken Bielenberg – Shrek – Der tollkühne Held (Shrek)
2003
Jim Rygiel, Richard Taylor, Alex Funke, Randall William Cook, Mark Stetson – Der Herr der Ringe: Die zwei Türme (The Lord of the Rings: The Two Towers)
R. Bruce Steinheimer, Michael Owens, Edward Hirsh, Jon Alexander – Gangs of New York
Jim Mitchell, Nick Davis, John Richardson, Bill George, Nick Dudman – Harry Potter und die Kammer des Schreckens (Harry Potter and the Chamber of Secrets)
Scott Farrar, Michael Lantieri, Nathan McGuinness, Henry LaBounta – Minority Report
John Dykstra, Scott Stokdyk, Wai Kit Leung, John Frazier, Anthony LaMolinara – Spider-Man
2004
Joe Letteri, Jim Rygiel, Randall William Cook, Alex Funke – Der Herr der Ringe: Die Rückkehr des Königs (The Lord of the Rings: The Return of the King)
Stefen Fangmeier, Nathan McGuinness, Robert Stromberg, Daniel Sudick – Master & Commander – Bis ans Ende der Welt (Master and Commander: The Far Side of the World)
John Knoll, Hal T. Hickel, Terry D. Frazee, Charles Gibson – Fluch der Karibik (Pirates of the Caribbean: The Curse of the Black Pearl)
Tommy Tom, Kia Kwan Tam, Wai Kit Leung, Jaco Wong Hin Leung – Kill Bill – Volume 1 (Kill Bill: Vol. 1)
Kevin Scott Mack, Seth Maury, Lindsay MacGowan, Paddy Eason – Big Fish
2005
Karen E. Goulekas, Neil Corbould, Greg Strause, Remo Balcells – The Day After Tomorrow
John Dykstra, Scott Stokdyk, Anthony LaMolinara, John Frazier – Spider-Man 2
John Richardson, Roger Guyett, Tim Burke, Bill George, Karl Mooney – Harry Potter und der Gefangene von Askaban (Harry Potter and the Prisoner of Azkaban)
Angie Lam, Andy Brown, Kirsty Millar, Luke Hetherington – House of Flying Daggers (Shí Miàn Mái Fú)
Robert Legato, Peter G. Travers, Matthew Gratzner, R. Bruce Steinheimer – Aviator (The Aviator)
2006
Joe Letteri, Christian Rivers, Brian Van’t Hul, Richard Taylor – King Kong
Dean Wright, Bill Westenhofer, Jim Berney, Scott Farrar – Die Chroniken von Narnia: Der König von Narnia (The Chronicles of Narnia: The Lion, the Witch and the Wardrobe)
Janek Sirrs, Dan Glass, Chris Corbould, Paul J. Franklin – Batman Begins
Nick Davis, Jon Thum, Chas Jarrett, Joss Williams – Charlie und die Schokoladenfabrik (Charlie and the Chocolate Factory)
Jim Mitchell, John Richardson, Tim Webber, Tim Alexander – Harry Potter und der Feuerkelch (Harry Potter and the Goblet of Fire)
2007
John Knoll, Hal T. Hickel, Charles Gibson, Allen Hall – Pirates of the Caribbean – Fluch der Karibik 2 (Pirates of the Caribbean: Dead Man’s Chest)
Mark Stetson, Neil Corbould, Richard R. Hoover, Jon Thum – Superman Returns
Edward Irastorza, Everett Burrell, David Martí, Montse Ribé – Pans Labyrinth (El laberinto del fauno)
Steven Begg, Chris Corbould, John Paul Docherty, Ditch Doy – James Bond 007: Casino Royale
Frazer Churchill, Tim Webber, Mike Eames, Paul Corbould – Children of Men
2008
Michael Fink, Bill Westenhofer, Ben Morris, Trevor Wood – Der Goldene Kompass (The Golden Compass)
Peter Chiang, Charlie Noble, Mattias Lindahl, Joss Williams – Das Bourne Ultimatum (The Bourne Ultimatum)
Tim Burke, John Richardson, Emma Norton, Chris Shaw – Harry Potter und der Orden des Phönix (Harry Potter and the Order of the Phoenix)
John Knoll, Charles Gibson, Hal Hickel, John Frazier – Pirates of the Caribbean – Am Ende der Welt (Pirates of the Caribbean: At World’s End)
Scott Stokdyk, Peter Nofz, John Frazier, Spencer Cook – Spider-Man 3
2009
Eric Barba, Craig Barron, Nathan McGuinness, Edson Williams – Der seltsame Fall des Benjamin Button (The Curious Case of Benjamin Button)
Chris Corbould, Nick Davis, Paul Franklin, Tim Webber – The Dark Knight
Pablo Helman, Marshall Krasser, Steve Rawlins – Indiana Jones und das Königreich des Kristallschädels (Indiana Jones and the Kingdom of the Crystal Skull)
Hal Hickel, Shane Patrick Mahan, John Nelson, Ben Snow – Iron Man
Chris Corbould, Kevin Tod Haug – Ein Quantum Trost (Quantum Of Solace)

## 2010er Jahre
2010
Joe Letteri, Stephen Rosenbaum, Richard Baneham, Andrew R. Jones – Avatar – Aufbruch nach Pandora (Avatar)
Dan Kaufman, Peter Muyzers, Robert Habros, Matt Aitken – District 9
John Richardson, Tim Burke, Tim Alexander, Nicolas Aithadi – Harry Potter und der Halbblutprinz (Harry Potter and the Half-Blood Prince)
Roger Guyett, Russell Earl, Paul Kavanagh, Burt Dalton – Star Trek
Richard Stutsman – Tödliches Kommando – The Hurt Locker (The Hurt Locker)
2011
Chris Corbould, Paul Franklin, Andrew Lockley, Peter Bebb – Inception
Ken Ralston, David Schaub, Sean Phillips, Carey Villegas – Alice im Wunderland
Dan Schrecker – Black Swan
Tim Burke, John Richardson, Nicolas Aithadi, Christian Manz – Harry Potter und die Heiligtümer des Todes: Teil 1
Guido Quaroni, Michael Fong, David Ryu – Toy Story 3
2012
Tim Burke, John Richardson, Greg Butler, David Vickery – Harry Potter und die Heiligtümer des Todes: Teil 2 (Harry Potter and the Deathly Hallows: Part 2)
Joe Letteri – Die Abenteuer von Tim und Struppi – Das Geheimnis der Einhorn (The Adventures of Tintin: The Secret of the Unicorn)
Ben Morris, Neil Corbould – Gefährten (War Horse)
Robert Legato, Ben Grossman, Joss Williams – Hugo Cabret (Hugo)
Joe Letteri, Dan Lemmon, R. Christopher White – Planet der Affen: Prevolution (Rise of the Planet of the Apes)
2013
Bill Westenhofer, Guillaume Rocheron, Erik-Jan De Boer, Donald R. Elliott – Life of Pi: Schiffbruch mit Tiger (Life of Pi)
Paul Franklin, Chris Corbould, Peter Bebb, Andrew Lockley – The Dark Knight Rises
Joe Letteri, Eric Saindon, David Clayton, R. Christopher White – Der Hobbit: Eine unerwartete Reise (The Hobbit: An Unexpected Journey)
Richard Stammers, Charley Henley, Trevor Wood, Paul Butterworth – Prometheus – Dunkle Zeichen (Prometheus)
Janek Sirrs, Jeff White, Guy Williams, Daniel Sudick – Marvel’s The Avengers (The Avengers)
2014
Tim Webber, Chris Lawrence, David Shirk, Neil Corbould, Nikki Penny – Gravity
Joe Letteri, Eric Saindon, David Clayton, Eric Reynolds – Der Hobbit: Smaugs Einöde (The Hobbit: The Desolation of Smaug)
Bryan Grill, Christopher Townsend, Guy Williams, Daniel Sudick – Iron Man 3
Hal T. Hickel, John Knoll, Lindy De Quattro, Nigel Sumner – Pacific Rim
Ben Grossmann, Burt Dalton, Patrick Tubach, Roger Guyett – Star Trek Into Darkness
2015
Paul Franklin, Scott Fisher, David Shirk, Andrew Lockley, Ian Hunter – Interstellar
Joe Letteri, Dan Lemmon, Erik Winquist, Daniel Barrett – Planet der Affen: Revolution
Stéphane Ceretti, Paul Corbould, Jonathan Fawkner, Nicolas Aithadi – Guardians of the Galaxy
Joe Letteri, Eric Saindon, David Clayton, R. Christopher White – Der Hobbit: Die Schlacht der Fünf Heere
Richard Stammers, Anders Langlands, Tim Crosbie, Cameron Waldbauer – X-Men: Zukunft ist Vergangenheit
2016
Chris Corbould, Roger Guyett, Paul Kavanagh, Neal Scanlan – Star Wars: Das Erwachen der Macht (Star Wars: The Force Awakens)
Jake Morrison, Greg Steele, Daniel Sudick, Alex Wuttke – Ant-Man
Mark Ardington, Sara Bennett, Paul Norris, Andrew Whitehurst – Ex Machina
Andrew Jackson, Dan Oliver, Tom Wood, Andy Williams – Mad Max: Fury Road
Chris Lawrence, Tim Ledbury, Richard Stammers, Steven Warner – Der Marsianer – Rettet Mark Watney (The Martian)
2017
Robert Legato, Dan Lemmon, Andrew R. Jones, Adam Valdez – The Jungle Book
Louis Morin – Arrival
Richard Bluff, Stéphane Ceretti, Paul Corbould, Jonathan Fawkner – Doctor Strange
Tim Burke, Pablo Grillo, Christian Manz, David Watkins – Phantastische Tierwesen und wo sie zu finden sind (Fantastic Beasts and Where to Find Them)
Neil Corbould, Hal T. Hickel, Mohen Leo, John Knoll, Nigel Sumner – Rogue One: A Star Wars Story
2018
Richard R. Hoover, Paul Lambert, Gerd Nefzer, John Nelson – Blade Runner 2049
Scott Fisher, Andrew Jackson, Paul Corbould, Andrew Lockley – Dunkirk
Dennis Berardi, Trey Harrell, Kevin Scott – Shape of Water – Das Flüstern des Wassers (The Shape of Water)
Stephen Aplin, Chris Corbould, Ben Morris, Neal Scanlan – Star Wars: Die letzten Jedi (Star Wars: The Last Jedi)
Daniel Barrett, Dan Lemmon, Joe Letteri, Joel Whist – Planet der Affen: Survival (War for the Planet of the Apes)
2019
Geoffrey Baumann, Jesse James Chisholm, Craig Hammack, Daniel Sudick – Black Panther
Tim Burke, Andy Kind, Christian Manz, David Watkins – Phantastische Tierwesen: Grindelwalds Verbrechen (Fantastic Beasts: The Crimes of Grindelwald)
Matthew E. Butler, Grady Cofer, Roger Guyett, Dave Shirk – Ready Player One
Dan DeLeeuw, Russell Earl, Kelly Port, Daniel Sudick – Avengers: Infinity War
Ian Hunter, Paul Lambert, Tristan Myles, J. D. Schwalm – Aufbruch zum Mond (First Man)

## 2020er Jahre
2020
Greg Butler, Guillaume Rocheron, Dominic Tuohy – 1917
- Dan DeLeeuw, Daniel Sudick – Avengers: Endgame
- Leandro Estebecorena, Stephane Grabli, Pablo Helman – The Irishman
- Roger Guyett, Paul Kavanagh, Neal Scanlan, Dominic Tuohy – Star Wars: Der Aufstieg Skywalkers (Star Wars: The Rise Of Skywalker)
- Andrew R. Jones, Robert Legato, Elliot Newman, Adam Valdez – Der König der Löwen (The Lion King)

2021
Scott Fisher, Andrew Jackson, Andrew Lockley – Tenet
- Peter Bebb, Nathan McGuinness, Sebastian von Overheidt, Whitney Richman – Greyhound – Schlacht im Atlantik (Greyhound)
- Sean Andrew Faden, Steve Ingram, Anders Langlands, Seth Maury – Mulan
- Matt Kasmir, Chris Lawrence, Max Solomon, David Watkins – The Midnight Sky
- Santiago Colomo Martinez, Nick Davis, Greg Fisher, Ben Jones – Der einzig wahre Ivan (The One and Only Ivan)

2022
Brian Connor, Paul Lambert, Tristan Myles, Gerd Nefzer – Dune
- Mark Bokowski, Chris Corbould, Joel Green, Charlie Noble – James Bond 007: Keine Zeit zu sterben (No Time to Die)
- Aharon Bourland, Sheena Duggal, Pier Lefebvre, Alessandro Ongaro – Ghostbusters: Legacy (Ghostbusters: Afterlife)
- Tom Debenham, Huw J. Evans, Dan Glass, J. D. Schwalm – Matrix Resurrections (The Matrix Resurrections)
- Swen Gillberg, Bryan Grill, Nikos Kalaitzidis, Daniel Sudick – Free Guy

2023
Richard Baneham, Daniel Barrett, Joe Letteri, Eric Saindon – Avatar: The Way of Water
- Benjamin Brewer, Ethan Feldbau, Jonathan Kombrinck, Zak Stoltz – Everything Everywhere All at Once
- Russell Earl, Dan Lemmon, Anders Langlands, Dominic Tuohy – The Batman
- Markus Frank, Kamil Jafar, Viktor Müller, Frank Petzoid – Im Westen nichts Neues
- Seth Hill, Scott R. Fisher, Bryan Litson, Ryan Tudhope – Top Gun: Maverick

2024
Simon Hughes – Poor Things
- Henry Badgett, Neil Corbould, Charley Henley und Luc-Ewen Martin-Fenouillet – Napoleon
- Theo Bialek, Stéphane Ceretti, Alexis Wajsbrot und Guy Williams – Guardians of the Galaxy Vol. 3
- Jonathan Bullock, Charmaine Chan, Ian Comley und Jay Cooper – The Creator
- Simone Coco, Neil Corbould, Jeff Sutherland und Alex Wuttke – Mission: Impossible – Dead Reckoning (Mission: Impossible – Dead Reckoning)

2025
Paul Lambert, Stephen James, Gerd Nefzer und Rhys Salcombe – Dune: Part Two
- Mark Bakowski, Neil Corbould, Nikki Penny und Pietro Ponti – Gladiator II
- Pablo Helman, Paul Corbould, Jonathan Fawkner und Anthony Smith – Wicked
- Luke Millar, David Clayton, Keith Herft und Peter Stubbs – Better Man – Die Robbie Williams Story (Better Man)
- Erik Winquist, Rodney Burke, Paul Story und Stephen Unterfranz – Planet der Affen: New Kingdom (Kingdom of the Planet of the Apes)